# 짚신

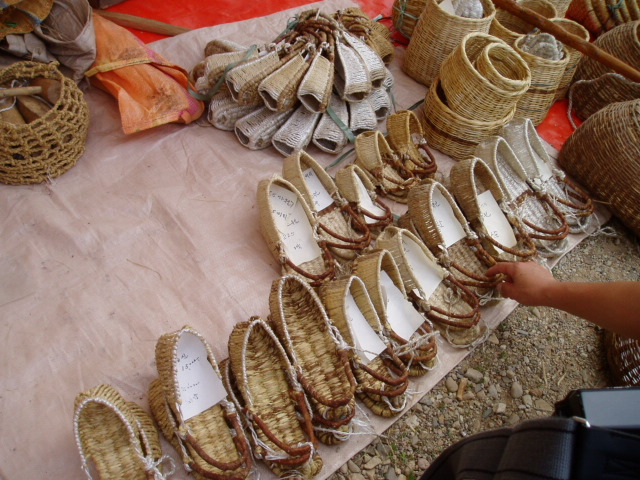
짚신

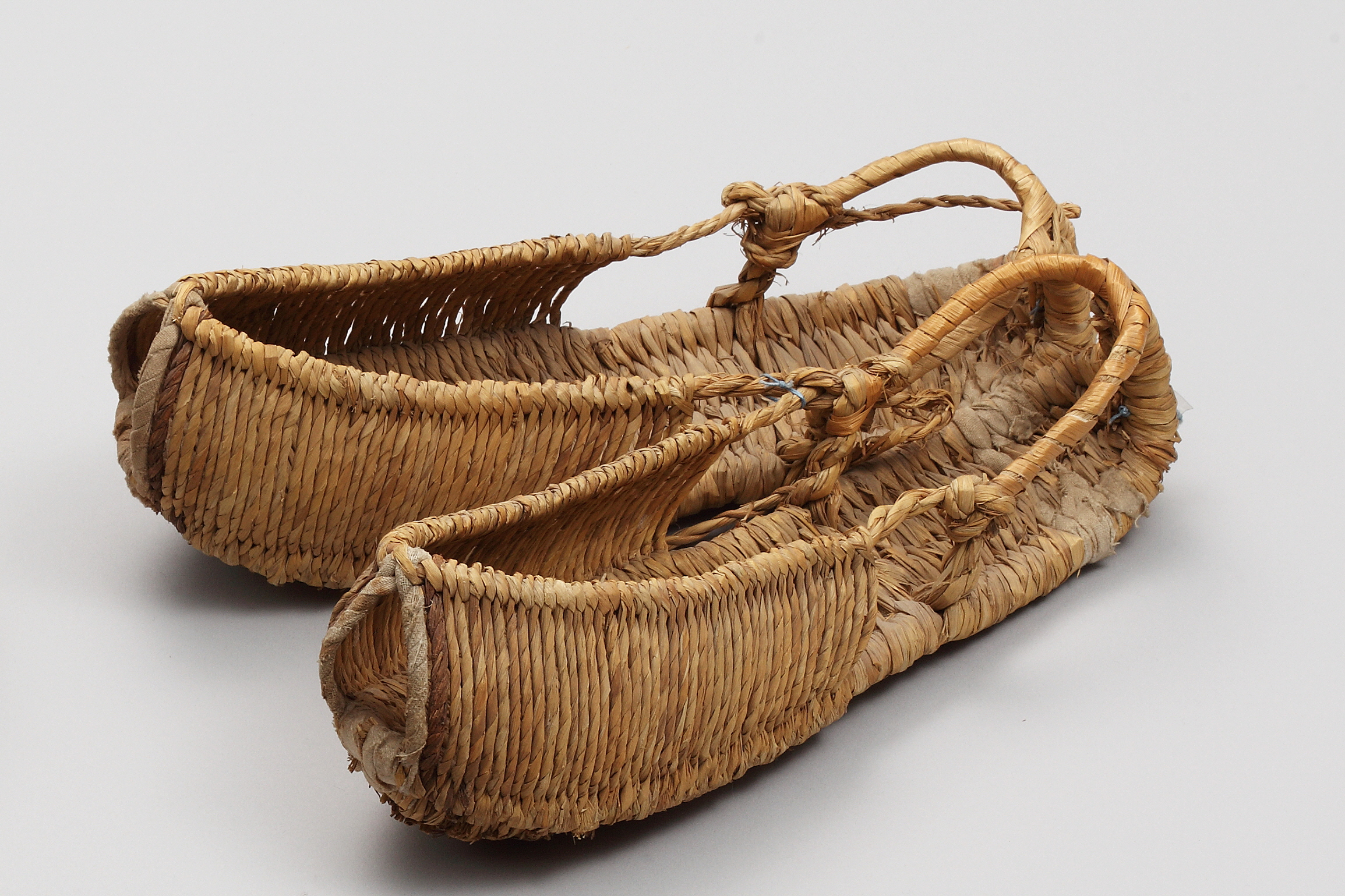
짚신. 국립민속박물관 소장

짚신은 볏짚으로 삼은 신이다. 가는 새끼를 꼬아 날을 삼고 총과 돌기총으로 울을 삼아서 만든다. 서민층에서는 남녀 모두 신었으며, 왕골짚신·부들짚신같이 섬세하게 잘 만들어진 짚신은 사대부가 신었다.

## 특징[1]
앞코 중앙 부분에는 총이 없는데 그 부분에서 옆 부분까지는 총이 촘촘하게 배치되어있고 그 후로는 간격을 두고 2개의 두꺼운 총이 있다. 뒤축에는 두껍고 단단하게 하나로 모아진다. 좌우의 구분이 없는데 한 짝에는 뒤축에 새끼줄로 고리를 만들어 묶어 놓았다. 먼길을 갈 때 챙겨가기 수월하도록 만든 것으로 추정된다.

## 같이 보기
- 미투리
- 나막신

## 참고 문헌
- 이 문서에는 다음커뮤니케이션(현 카카오)에서 GFDL 또는 CC-SA 라이선스로 배포한 글로벌 세계대백과사전의 내용을 기초로 작성된 글이 포함되어 있습니다.